# 式部輝忠
式部 輝忠（しきぶ てるただ、生没年不詳）は、日本の室町時代後期、16世紀の水墨画家。

## 逸伝
生没年・出自などいずれも不詳だが、1500年前後から天正に差し掛かる頃に生きたと推測され、もともと奈良に所縁があったと考えられる余地がある。
初期は仲安真康や祥啓に学んだが、のちに小田原狩野派と関係をもちつつ、狩野元信の安定した構成様式を取り入れ、独自の画風を切り開いた。早雲寺に「達磨図」（晩年の作）が残るが、後北条氏との関係ははっきりしない。むしろ今川氏との繋がりを示す史料がいくつか残り、今川文化圏を含めた関東地域で活躍したと推測される。金泥を多用し、戯画化したモチーフを人工的に再構成して画面を組み立てる点に特色がある。
逸伝の絵師で、長い間印章を「竜杏」と誤読され、また、師匠筋の仲安真康や祥啓と混同されていた。しかし近年、山下裕二らによって研究が進み、その個性的な画風が再評価されつつある。現在、屏風5双、掛軸20点以上、扇面画100面ほど確認されている。

## 代表作
| 作品名           | 技法           | 形状・員数 | 所有者                         | 年代 | 款記・印章 | 備考 |
| ---------------- | -------------- | ---------- | ------------------------------ | ---- | ---------- | --- |
| 巌樹遊猿図屏風   | 紙本墨画金泥引 | 六曲一双   | 京都国立博物館                 |      |            | 重要文化財 |
| 四季山水図屏風   | 紙本墨画淡彩   | 六曲一双   | 静嘉堂文庫美術館               |      |            | 重要文化財 |
| 韃靼人狩猟図屏風 | 紙本著色       | 六曲一双   | 文化庁（九州国立博物館保管）   |      |            | |
| 四季山水図屏風   | 紙本墨画淡彩   | 六曲一双   | サンフランシスコ・アジア美術館 |      |            | 第二次世界大戦直後まで滋賀県の神照寺に伝来。神照寺から細見美術館の基礎を築いた細見良が購入し、幾人かの個人所蔵者の手を経て、1960年代にアベリー・ブランデージが日本から持ち出した。ブランデージのコレクションは、同美術館にまとめて寄贈されて現在に至る。現状は金砂子が蒔かれているが、島田修二郎が砂子がない状態で見たという証言があり、オリジナルからかなり改変されていると見られる。江戸時代中期に活躍した画僧・佚山が本作を模写した作品が残る。 |
| 富士八景図       | 紙本墨画       | 八幅対     | 静岡県立美術館                 |      |            | 初期の作。建仁寺262世常庵龍崇（？～1536）の賛があり、凡そ製作年がわかる。なお絵で直接表現されているわけではないが、賛文に「山色、紅碼碯（めのう）をのぶるがごとし」とあり、赤富士について述べた早い史料である。 |
| 李白観瀑図       | 紙本墨画       | 一幅       | 根津美術館                     |      |            | 重要美術品。景筠玄洪賛。景筠玄洪と常庵龍崇は、共に今川氏の帰依僧で、式部と今川氏との関係があった事をうかがわせる。 |
| 張果老図         | 紙本墨画       | 一幅       | 正木美術館                     |      |            | 策彦周良賛。策彦は弘治2年（1556年）に駿府に寄っているのでこの時期の着賛か。ただし画風は未だ様式を確立しておらず、習作要素を含んだ若書きだと見なされ、後賛だと考えられる。なお、狩野常信などに梁楷筆とされる本図様に近似する模本が残されていることから、本当に梁楷筆だったかはともかく、規範となる画があったと想定できる。 |

## 参考資料
論文
- 山下裕二 「式部輝忠の研究 ─関東水墨画に関する一考察─」『国華』第1084号、1985年6月
- 赤沢英二 大石利雄 「式部輝忠少考 ─新出扇面画の紹介を兼ねて」(『東京学芸大学紀要 第二部門 人文科学 第四一集』、1990年2月、所収。赤沢英二 『日本中世絵画の新資料とその研究』 中央公論美術出版、2000年2月25日、pp.399-411、ISBN 4-8055-0294-0）
- 山下裕二 「式部輝忠再論 ─韃靼人狩猟図屏風を中心として─」『国華』第1162号、1992年9月
- 横田忠司 「日本中世における地方絵画についての基礎研究─中部編1（静岡）」『多摩美術大学研究紀要』第12号、1998年3月31日
- 大石利雄 「式部輝忠と駿河今川氏(1)」『群馬県立女子大学紀要』第31号、2010年2月28日、pp.29-40

書籍
- 山下裕二 『室町絵画の残像』 中央公論美術出版、2000年4月、ISBN 978-4-8055-0384-3（上述の山下論文を共に収録）
- 相澤正彦 橋本慎司 『関東水墨画 型とイメージの系譜』 国書刊行会、2007年、ISBN 978-4-3360-4347-4
- 島尾新責任編集 『日本美術全集第9巻 室町時代 水墨画とやまと絵』 小学館、2014年10月、ISBN 978-4-09-601109-6